# Bracon ornatulus
Bracon ornatulus är en stekelart som beskrevs av Niezabitowski 1910. Bracon ornatulus ingår i släktet Bracon och familjen bracksteklar. Inga underarter finns listade.